# Pietro Perna
Pietro Perna Calcei, Pietro Perna o Petrus Perna (1519, Villa Basílica, Lucca, Italia–16 de agosto de 1582, Basilea, Suiza) fue un impresor y editor italiano.